# Unidos de Calçado Esporte Clube
Unidos de Calçado Esporte Clube é um clube de futebol da cidade de São José do Calçado, no estado do Espírito Santo. Seu nome simboliza a união de dois grandes rivais do futebol municipal, o Americano Atlético Clube e o Motorista Futebol Clube, sendo seu mando de campo realizado no Estádio Ernesto Campos da Fonseca.
Em 2014 o Unidos disputou a Série B do Campeonato Capixaba.